# Plynops megakephalos
Plynops megakephalos är en stekelart som beskrevs av Shaw 1996. Plynops megakephalos ingår i släktet Plynops och familjen bracksteklar. Inga underarter finns listade i Catalogue of Life.